# 1992 BN
1992 BN är en asteroid i huvudbältet som upptäcktes den 28 januari 1992 av de båda japanska astronomerna Seiji Ueda och Hiroshi Kaneda i Kushiro.
Asteroiden har en diameter på ungefär 14 kilometer och den tillhör asteroidgruppen Eos.